# Kjell Pettersson
Kjell Pettersson (* 23. Juli 1947) ist ein schwedischer Fußballtrainer. Nachdem er als Assistenztrainer mehrfach bei Titelgewinnen im schwedischen und internationalen Fußball mitgewirkt hatte, war er zeitweise selbst hauptamtlicher Trainer im höherklassigen schwedischen Fußball.

## Werdegang
Pettersson rückte 1982 in den Trainerstab von IFK Göteborg, als Sven-Göran Eriksson den Verein in Richtung Portugal verlassen hatte und der vormalige Assistent Gunder Bengtsson das Traineramt übernahm. Am Ende der Spielzeit gewann er mit der Mannschaft um Thomas Wernersson, Glenn Hysén, Ruben Svensson, Stig Fredriksson und Glenn Strömberg den schwedischen Meistertitel. Nachdem auch Bengtsson den Klub zum Jahresende verlassen hatte, arbeitete er unter dessen Nachfolger Björn Westerberg als Assistent. Auch unter dessen Leitung blieb die Mannschaft in der Erfolgsspur und wiederholte in den Spielzeiten 1983 und 1984 die Meisterschaft. Dennoch kehrte Bengtsson Anfang 1985 zurück. Während in der Meisterschaft weitere Erfolge versagt blieben, zog er mit der Mannschaft ins Endspiel um den UEFA-Pokal 1986/87 ein. Dort setzte sich die Mannschaft nach Toren von Stefan Pettersson zum 1:0-Sieg im Hinspiel und Lennart Nilsson bei einem Gegentor von John Clark mit einem 1:1-Unentschieden im Rückspiel durch und holte zum zweiten Mal den Europapokal. Zum Jahresende holte er mit dem Klub zudem den Meistertitel in Schweden.
Mit dem Europapokaltitel im Ausland heiß begehrt, verließ Bengtsson im Sommer 1988 erneut IFK Göteborg. Dieses Mal rückte Pettersson als sein Nachfolger zum hauptverantwortlichen Trainer nach. Zwar erreichte er mit der Mannschaft die Meisterschaftsendrunde, scheiterte dort jedoch im Halbfinale am Djurgårdens IF. Die Spielzeit 1989 verlief enttäuschend, da der Klub als Tabellensiebter deutlich die Endrunde verpasste. Daraufhin trennten sich die Wege und der vormalige Jugendtrainer Roger Gustafsson wurde sein Nachfolger.
Pettersson ging zum IK Brage, mit dem er am Ende der Spielzeit 1990 in die Zweitklassigkeit abstieg. Den direkten Wiederaufstieg verpasste er mit der Mannschaft erst in der Aufstiegsrunde gegen Helsingborgs IF. In der folgenden Spielzeit dominierte sie die Frühjahrsserie mit zehn Siegen in 14 Spielen und qualifizierte sich somit für die Herbstrunde der Allsvenskan 1992. Hier erreichte sie als Tabellendritter den Klassenerhalt in der Eliteserie. In der Spielzeit 1993 war die Mannschaft chancenlos und stieg wieder ab. Daraufhin gab Pettersson sein Traineramt auf und rückte zum Sportchef auf.
1996 kehrte Pettersson auf die Trainerbank zurück und betreute den Zweitligisten BK Häcken. In seinem zweiten Jahr beim Göteborger Verein wurde der Klub Vizemeister seiner Zweitligastaffel und qualifizierte sich somit für die Relegationsspiele. Nach einem 1:1-Unentschieden auf eigenem Platz gegen Västerås SK schaffte die Mannschaft mit einem 4:2-Auswärtserfolg den Aufstieg in die Allsvenskan. Dem direkten Wiederabstieg folgte als Staffelsieger im Süden der erneute Aufstieg. Zwar hielt er sich dieses Mal mit dem Klub in der ersten Liga, verließ er dennoch den Klub und übergab den Trainerposten an Torbjörn Nilsson.
2001 wurde Pettersson erster Trainer des im Zuge der Bündelung der örtlichen Kräfte neu gegründeten FC Trollhättan. In der folgenden Spielzeit führte er den Klub zur Meisterschaft in der Division 2 Västra Götaland. In der Aufstiegsrunde zur Superettan scheiterte die Mannschaft nach einem 3:2-Heimerfolg und einer 1:2-Auswärtsniederlage aufgrund der Auswärtstorregel an Falkenbergs FF. In den folgenden Jahren erreichte der Verein nur noch Plätze im vorderen Mittelfeld, ohne ins Aufstiegsrennen eingreifen zu können. Daher trennten sich Ende 2003 die Wege und er kehrte als Assistenztrainer zu IFK Göteborg zurück. Dort war er unter Bosse Johansson und dessen Nachfolger Arne Erlandsen tätig. Als dieser im September 2006 sein Amt aufgab, rückte er bis zum Saisonende interimsweise gemeinsam mit Stefan Landberg als Trainer nach. Nach Saisonende nahm er ein Angebot des norwegischen Klubs Fløy IL wahr. Den Drittligisten aus Kristiansand betreute er drei Spielzeiten.
Ende 2009 kehrte Pettersson nach Schweden zurück. Beim Göteborger Klub GAIS unterzeichnete er einen Zwei-Jahres-Kontrakt, um Alexander Axén in der Allsvenskan zur Seite zu stehen. Nach dem Rücktritt Axéns am 22. Juli 2012 übernahm er zunächst interimsweise dessen Aufgaben. Wenig später übernahm Jan Mak das Traineramt, wurde aber seinerseits Anfang Oktober vom bisherigen Nachwuchstrainer Benjamin Westman beerbt. Nachdem Pettersson bis dahin wieder als Trainerassistent gearbeitet hatte, rückte er nach dem abermaligen Trainerwechsel eine Stufe zurück und war fortan für die individuelle Entwicklung von Spielern bei GAIS zuständig.
Nach Auslaufen seines Vertrages bei GAIS Ende 2014 wechselte Pettersson als Trainerassistent zum Ligakonkurrenten Ljungskile SK, bei dem er Cheftrainer zunächst Tor-Arne Fredheim und nach dessen Entlassung Zoran Lukic zuarbeitete. Am Ende der Zweitliga-Spielzeit 2016 stieg die Mannschaft als Tabellenvorletzte in die drittklassige Division 1 ab und Petterson verließ Ende 2016 den Verein. Später war er unter unterschiedlichen Trainern beim Qviding FIF als Individualtrainer tätig.